# Lefortovo (metropolitana di Mosca)
Lefortovo (in russo Лефортово?) è una stazione della metropolitana di Mosca, posta provvisoriamente sulla linea 15. Inaugurata il 27 marzo 2020 assieme ad un lungo tratto della linea Nekrasovskaja, la stazione serve il quartiere omonimo, intitolato alla figura di François Lefort, militare svizzero e consigliere personale dello zar Pietro il Grande. Nel 2023 la stazione sarà inclusa nel tracciato della linea 11.